# Staf Janssens
Staf Janssens (5 april 1920 - 25 maart 1996) is de oprichter van de NV IJsboerke, gelegen in Tielen. 

## Biografie
In 1935 reed Janssens, op 14-jarige leeftijd, met zijn kruiwagen vol zelfgemaakt roomijs door de straten van Tielen en omgeving. Na enige tijd had hij eigen werknemers die met een trap-triporteur hun ronde deden. Door de jaren heen bleef zijn bedrijf groeien en de trap-triporteurs werden vervangen door motorfietsen. Vanwege de opkomst van de diepvries besloot Janssens zijn ijs niet meer op straat te verkopen. Hij besloot zijn roomijs aan tussenhandelaars te verkopen die het dan op hun beurt konden verkopen aan de individuele klanten in dozen waaruit men zelf bollen moet scheppen.
In 1977 werd de volledige fabriek van Janssens in de as gelegd, wat een grote klap voor het bedrijf betekende.
Het bedrijf kwam er weer helemaal bovenop en Janssens ging sportevenementen sponsoren. Hij sponsorde een wielerploeg die etappes won in de Ronde van Frankrijk en na enkele jaren sponsorde hij ook de plaatselijke voetbalploeg die opklom uit de provinciale afdelingen tot in de tweede klasse.
Na zijn dood, eind jaren negentig, namen zijn kinderen het bedrijf over. Zij bouwden een fabriekshal in Tielen. Ook staan er in Tielen twee gigantische villa's en een groot voetbalstadion, op naam van de Janssens.
Het voetbalstadion werd uit eerbetoon omgedoopt tot het Stadion Staf Janssens.